# Stephan Braese
Stephan Braese (* 1961 in Quakenbrück) ist ein deutscher Literaturwissenschaftler. Seit 2009 ist er Professor für Europäisch-jüdische Literatur- und Kulturgeschichte an der RWTH Aachen.

## Leben
Nach dem Studium der Geschichts-, Literatur- und Erziehungswissenschaften  wurde er 1994 an der Universität Hamburg mit einer Dissertation zum Problem der antifaschistischen Satire promoviert.
Nach Forschungsaufenthalten in Tel Aviv, New York und Jerusalem habilitierte er sich im Jahr 2000 an der Universität Hamburg mit der Schrift Die andere Erinnerung – Jüdische Autoren in der westdeutschen Nachkriegsliteratur.
Nach Lehrstuhlvertretungen und Gastprofessuren u. a. in Bremen, Lüneburg, Paris und Berlin wurde er 2009 auf den Lehrstuhl für Europäisch-jüdische Literatur- und Kulturgeschichte am Institut für Germanistische und Allgemeine Literaturwissenschaft der Rheinisch-Westfälischen Technischen Hochschule Aachen berufen.

## Schriften

### Monographien
- Eine europäische Sprache – Deutsche Sprachkultur von Juden 1760–1930. Göttingen 2010, ISBN 978-3-8353-0629-5.
- Die andere Erinnerung – Jüdische Autoren in der westdeutschen Nachkriegsliteratur (zugleich Habilitationsschrift 2001), München 2010, ISBN 978-3-86916-047-4.
- Das teure Experiment – Satire und NS-Faschismus. Opladen 1996, ISBN 978-3-531-12854-2 (zugleich Dissertation).
- Jenseits der Pässe. Wolfgang Hildesheimer, eine Biographie. 588 S., Wallstein-Verlag, Göttingen 2016, ISBN 3-8353-1889-6.

### Als Herausgeber
- (mit Anne-Kathrin Reulecke): Realien des Realismus. Wissenschaft – Technik – Medien in Theodor Fontanes Erzählprosa. Berlin 2010, ISBN 978-3-940384-32-4.
- (mit Jörn Ahrens): Im Zauber der Zeichen. Beiträge zu einer Kulturgeschichte des Mediums. Berlin 2007, ISBN 978-3-930916-86-3.
- Rechenschaften. Juristischer und literarischer Diskurs in der   Auseinandersetzung mit den NS-Massenverbrechen. Göttingen 2004, ISBN 978-3-89244-756-6.
- Bestandsaufnahme – Studien zur Gruppe 47. Berlin 1999, ISBN 978-3-503-04936-3.
- (mit Holger Gehle, Doron Kiesel und Hanno Loewy): Deutsche Nachkriegsliteratur und der Holocaust. Frankfurt am Main 1998, ISBN 978-3-593-36092-8.